# The Fugitive (1910)
The Fugitive é um filme mudo estadunidense de curta metragem, do gênero dramático, dirigido em 1910 por D. W. Griffith. Cópias do filme sobrevivem na Livraria do Congresso dos Estados Unidos e na George Eastman House.

## Elenco
- Kate Bruce ... Mãe sulista
- Edward Dillon ... John, o filho sulista
- Clara T. Bracy ... Mãe nortista
- Edwin August - John, o filho nortista
- Dorothy West ... Noiva do filho sulista
- Lucy Cotton ... Noiva do filho nortista
- Lily Cahill	... 	Mulher em Farewell Crowd
- Lloyd Carlton
- Dorothy Davenport
- Frank Evans	... 	Soldado Confederado
- Joseph Graybill
- Guy Hedlund	... 	Soldado da União / Soldado Confederado
- Dell Henderson	... 	Homem em Farewell Crowd / Soldado Confederado
- J. Jiquel Lanoe	... 	Soldado Confederado
- Walter Long
- Jeanie Macpherson	... 	Mulher em Farewell Crowd
- Claire McDowell	... 	Homem em Farewell Crowd
- W. Chrystie Miller	... 	Homem em Farewell Crowd
- Owen Moore
- Jack Mulhall	... 	Novo namorado
- Alfred Paget	... 	Soldado da União
- W.C. Robinson	... 	Soldado Confederado
- Charles West	... 	Soldado Confederado / Soldado da União (como Charles H. West)

## Detalhes da produção
Foi o filme de estreia do ator de cinema mudo Jack Mulhall.[carece de fontes?]